# 双杠

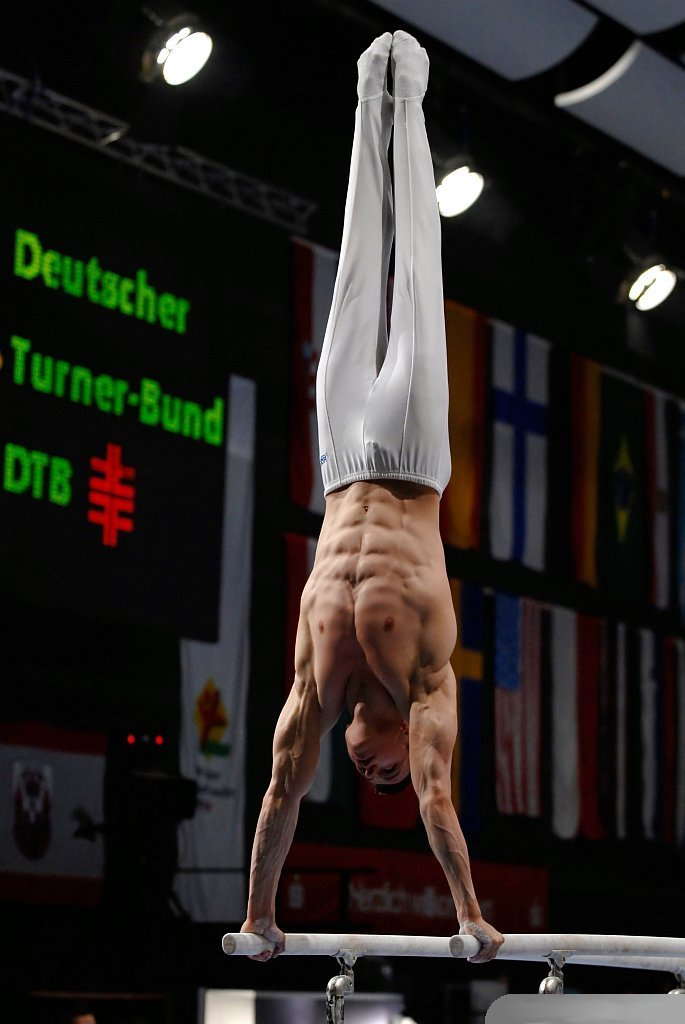
双杠比赛

双杠是男子竞技体操项目之一。金属的架子支撑两条平行的木头、塑料或合成金属制成的杠。一套典型的双杠动作包括在支撑位置、倒立位置和挂臂位置的转换；运动员要在这些位置做摆动，摆越、屈伸、弧形摆动、回环、空翻和静止等动作。最后，整套动作的下法要求必须站在杠的一侧。
双杠于1896年被列为奥运会比赛项目。

## 器械要求
根据国际体操联合会的规定，标准双杠器械要求如下：
- 高195厘米（包括20厘米落地垫）
- 长350厘米
- 两条杠的间距为42厘米到52厘米（可调节）

## 历届奥运会男子双杠金牌获得者
- 1896年: 阿爾弗萊德·弗拉托夫
- 1904年: 喬治·艾塞爾
- 1924年: 奧古斯特·居丁格爾
- 1928年: 拉迪斯拉夫·瓦哈
- 1932年: 羅米歐·內里
- 1936年: 康拉德·弗賴
- 1948年: 米高·羅伊施
- 1952年: 漢斯·尤格斯特
- 1956年: 維克托·丘卡林
- 1960年: 鮑里斯·沙赫林（蘇聯）
- 1964年: 遠藤幸雄（日本）
- 1968年: 中山彰規（日本）
- 1972年: 加藤澤男（日本）
- 1976年: 加藤澤男（日本）
- 1980年: 亞歷山大·瓦希里耶維奇·特卡切夫（蘇聯）
- 1984年: 巴特·康納爾
- 1988年: 弗拉基米爾·阿爾捷莫夫
- 1992年: 維塔利·謝爾博（独联体）
- 1996年: 羅斯塔姆·沙里波夫
- 2000年: 李小鵬（中国）
- 2004年: 瓦列里·岡查洛夫（烏克蘭）
- 2008年: 李小鵬（中國）
- 2012年: 馮喆（中國）
- 2016年: 奧列格·維爾尼亞耶夫（烏克蘭）